# James Baley
James Baley es un cantante y bailarín canadiense de Toronto, Ontario, cuyo álbum debut A Story se lanzó en 2021.

## Carrera
Una figura de larga data en la escena cultural ballrom de Toronto, Baley se hizo conocido por primera vez como músico cuando contribuyó con su voz al sencillo de Azari de 2018 "Gotasoul", que fue nominado al premio Juno como Grabación de baile del año en los premios Juno de 2019. En 2020 fue vocalista destacado en "Champagne", un sencillo del álbum ganador del premio Juno de July Talk, Pray for It, y también ha sido vocalista invitado con US Girls, Zaki Ibrahim y Badge Époque Ensemble.
Lanzó A Story en 2021,  y promocionó el álbum con un espectáculo en vivo "inmersivo" en el Gran Salón de Toronto el 22 de octubre, que combinó música en vivo, performances de ballroom y elementos multimedia.
En 2022, Baley y la cineasta Kyisha Williams crearon un video de performance para el programa de competencia de ballroom CBX: Canadian Ballroom Extravaganza.

## Vida personal
James es abiertamente gay.